# Serge Faliu
Serge Faliu est un acteur français.
Très actif dans le doublage, il est notamment la voix française régulière d'Adam Sandler, James Marsters, Kal Penn, Chris Tucker et Tom Cavanagh, ainsi qu'entre autres l'une des voix de Terrence Howard, Charlie Sheen, Ike Barinholtz, Brandon Jay McLaren, Keegan-Michael Key, Jon Huertas, Eddie Murphy et D. B. Woodside.

## Biographie
Il a deux fils, également acteurs pratiquant le doublage, Martin Faliu, né de l'union avec la comédienne Claire Guyot et Simon Faliu, né de l'union avec son épouse actuelle, la comédienne Karine Foviau.

## Filmographie

### Cinéma
- 1985 : Parking de Jacques Demy
- 1988 : Bonjour l'angoisse de Pierre Tchernia
- 2002 : Astérix et Obélix : Mission Cléopâtre d'Alain Chabat : la voix d'un maître de chantier avec une trompette
- 2006 : Mon meilleur ami : la voix de SOS Amitiés
- 2006 : Mauvaises herbes de Thierry Guedj
- 2009 : En pleine tête de Julien Sibre

### Télévision
- 1986 : Nestor Burma
- 1987 : Marc et Sophie
- 2004 : Gloire et Fortune (télé-réalité)
- 2006 : PJ : Frédéric Boulay
- 2010 : Julie Lescaut : Lamarre
- 2011 : Enquêtes réservées : Frontignan
- 2011 : Julie Lescaut : Lamarre (saison 20, épisode 2 : Sortie de Seine de Christophe Barbier)
- 2013 : Balzance ou le Bal des secrets : le notaire (2 épisodes)
- 2015 : Joséphine, ange gardien : Yann Le Bihan (épisodes Légendes d'Armor)

## Doublage

### Cinéma

#### Films
- Adam Sandler dans :
  - Wedding Singer : Demain, on se marie ! (1998) : Robbie Hart
  - Sale Boulot (1998) : Satan
  - Big Daddy (1999) : Sonny Koufax
  - Animal ! L'Animal... (2001) : Townie
  - Punch-Drunk Love (2002) : Barry Egan
  - Les Aventures de Mister Deeds (2002) : Longfellow Deeds
  - Self Control (2003) : Dave Buznik
  - Pauly Shore est mort (2003) : lui-même
  - Amour et Amnésie (2004) : Henry Roth
  - Spanglish (2005) : John Clasky
  - Mi-temps au mitard (2005) : Paul Crewe
  - Gigolo malgré lui (2005) : Javier Sandooski
  - Click : Télécommandez votre vie (2006) : Michael Newman
  - Quand Chuck rencontre Larry (2007) : Charles « Chuck » Levine
  - À cœur ouvert (2007) : Charlie Fineman
  - Rien que pour vos cheveux (2008) : Zohan Dvir
  - Histoires enchantées (2008) : Skeeter Bronson
  - Funny People (2009) : George Simmons
  - Copains pour toujours (2010) : Lenny Feder
  - Le Mytho (2011) : Dr Daniel « Danny » Maccabee
  - Jack et Julie (2011) : Jack Sadelstein / Julie Sadelstein
  - Crazy Dad (2012) : Donny Berger
  - Copains pour toujours 2 (2013) : Lenny Feder
  - Top Five (2014) : lui-même
  - Men, Women and Children (2014) : Don Truby
  - Famille recomposée (2014) : Jim
  - Pixels (2015) : Sam Brenner
  - The Ridiculous 6 (2015) : Tommy
  - The Do-Over (2016) : Max Kessler
  - Sandy Wexler (2017) : Sandy Wexler
  - The Meyerowitz Stories (2017) : Danny Meyerowitz
  - Mariage à Long Island (2018) : Kenny
  - Murder Mystery (2019) : Nick Spitz
  - Uncut Gems (2020) : Howard Ratner
  - Hubie Halloween (2020) : Hubie
  - Le Haut du panier (2022) : Stanley Sugerman
  - Murder Mystery 2 (2023) : Nick Spitz
  - Tu peux oublier ma bat-mitzva ! (en) (2023) : Danny Friedman
  - Spaceman (2024) : Jakub Procházka
  - Happy Gilmore 2 (2025) : Happy Gilmore

- Keegan-Michael Key dans :
  - Vive les vacances (2015) : Jack Peterson
  - À la poursuite de demain (2015) : Hugo
  - Freaks of Nature (2015) : Mayhew P. Keller
  - The Boyfriend : Pourquoi lui ? (2016) : Gustav
  - Win It All (2017) : Gene
  - Chaud devant ! (2019) : Mark Rogers
  - The Prom (2020) : Tom Hawkins
  - La Bulle (2022) : Dustin Mulray
  - Tic et Tac, les rangers du risque (2022) : Bjornson (voix)
  - Wonka (2023) : le chef de la police
  - Dear Santa (2024) : Dr Finkleman

- Charlie Sheen dans :
  - Cadence (1990) : le soldat Franklin Fairchild Bean
  - La Relève (1990) : David Ackerman
  - Navy Seals : Les Meilleurs (1990) : le lieutenant Dale Hawkins
  - Scary Movie 3 (2003) : Tom Logan
  - Scary Movie 4 (2006) : Tom Logan
  - Machete Kills (2013) : le président des États-Unis
  - Mad Families (en) (2017[n 1]) : Charlie

- Terrence Howard dans :
  - Sous surveillance (2013) : Cornelius
  - Dead Man Down (2013) : Alphonse Hoyt
  - My Movie Project (2013) : le coach Jackson
  - Le Majordome (2013) : Howard
  - Sabotage (2014) : Julius « Sugar » Edmonds
  - La Voie rebelle (en) (2019) : M. Christmas
  - Savage (2022) : Bones
  - Shirley (2024) : Arthur Hardwick Jr.

- Ike Barinholtz dans :
  - Nos pires voisins (2014) : Jimmy
  - Nos pires voisins 2 (2016) : Jimmy
  - Suicide Squad (2016) : le capitaine Griggs
  - Bright (2017) : Gary Harmeyer
  - The Secret Man: Mark Felt (2017) : Angelo Lano
  - Contrôle parental (2018) : Hunter
  - Moxie (2021) : M. Davies

- Chris Tucker dans :
  - Argent comptant (1997) : Franklin Hatchett
  - Rush Hour (1998) : l'inspecteur James Carter
  - Rush Hour 2 (2001) : l'inspecteur James Carter
  - Rush Hour 3 (2007) : l'inspecteur James Carter
  - Happiness Therapy (2012) : Danny

- Kal Penn dans :
  - American Party, Van Wilder relations publiques (2002) : Taj Mahal Badalandabad
  - Harold et Kumar chassent le burger (2004) : Kumar Patel
  - Big Movie (2007) : Edward
  - Harold et Kumar s'évadent de Guantanamo (2008) : Kumar Patel
  - Once Upon a Time in Venice (2017) : Rajeesh

- Jeff Tremaine dans :
  - Jackass, le film (2002) : lui-même
  - Jackass deux, le film (2006) : lui-même
  - Jackass 2.5 (2007) : lui-même
  - Jackass 3 (2010) : lui-même
  - Jackass 4.5 (2022) : lui-même

- Emilio Estevez dans :
  - Les Petits Champions (1992) : Gordon Bombay
  - Les Petits Champions 2 (1994) : Gordon Bombay
  - Mission impossible (1996) : Jack Harmon
  - Les Petits Champions 3 (1996) : Gordon Bombay

- Logan Marshall-Green dans :
  - L'Élite de Brooklyn (2010) : Melvil Panton
  - Quand tombe la nuit (2013) : Billy
  - Sand Castle (2017) : le sergent Baker
  - Spider-Man: Homecoming (2017) : Jackson Brice / Shocker

- Antonio Banderas dans :
  - Attache-moi ! (1990) : Ricky
  - Les Mambo Kings (1992) : Nestor Castillo
  - Entretien avec un vampire (1994) : Armand

- John Leguizamo dans :
  - Une virée d'enfer (en) (1991) : Johnny
  - Intimes Confessions (1992) : Johnny C.
  - Ultime Décision (1996) : le capitaine Rat

- Kevin Dillon dans :
  - Les Doors (1991) : John Densmore
  - Absolom 2022 (1994) : Casey
  - Palace pour chiens (2009) : Carl Scudder

- Tony Leung Chiu-wai dans :
  - À toute épreuve (1992) : Tony
  - Chungking Express (1994) : Matricule 633
  - Shang-Chi et la Légende des Dix Anneaux (2021) : Xu Wenwu / Le Mandarin

- Giancarlo Esposito dans :
  - L'Heure magique (1998) : Reuben Escobar
  - Stargirl (2020) : Archie Brubaker
  - Captain America: Brave New World (2025) : Seth Voelker / Sidewinder (en)

- Tracy Morgan dans :
  - On arrive quand ? (2005) : Satchel Paige
  - Le Gospel du bagne (2008) : Lee John Jackson
  - Ce que veulent les hommes (2019) : Joe Dollar

- Ernie Hudson dans :
  - Bienvenue à Zombieland (2009) : Winston Zeddemore (redoublage d'images d'archives de SOS Fantômes)
  - SOS Fantômes : L'Héritage (2021) : Winston Zeddemore
  - SOS Fantômes : La Menace de glace (2024) : Winston Zeddemore

- Andre Braugher dans :
  - Glory (1989) : le caporal Thomas Searles
  - Peur primale (1996) : Tommy Goodman

- Leif Tilden dans :
  - Les Tortues ninja (1990) : Donatello
  - Les Tortues Ninja 2 : Les héros sont de retour (1991) : Donatello

- William Baldwin dans :
  - Backdraft (1991) : Brian McCaffrey
  - Backdraft 2 (2019) : Brian McCaffrey

- Tom Cruise dans :
  - Des hommes d'honneur (1992) : Daniel Kaffee
  - Jerry Maguire (1997) : Jerry Maguire

- Matt Dillon dans :
  - Albino Alligator (1996) : Dova
  - Grace of My Heart (1996) : Jay Phillips

- Don Cheadle dans :
  - Volcano (1997) : Emmit Reese
  - Hors d'atteinte (1998) : Maurice Miller

- Eddie Murphy dans :
  - Le Flic de San Francisco (1997) : Scott Roper
  - Dolemite Is My Name (2019) : Rudy Ray Moore

- Franky G. dans :
  - Wonderland (2003) : Louis Cruz
  - Confidence (2003) : Lupus

- Joe Manganiello dans :
  - Impact Point (2008) : Matt Cooper
  - La Nuit où on a sauvé maman (2020) : Léo

- Ken Marino dans :
  - Peace, Love et plus si affinités (2012) : Rick
  - Les Cerveaux (2015) : Doug

- Robert Moloney (en) dans :
  - Adaline (2015) : le conseiller financier
  - Brain on Fire (2016) : Dr Ryan

- Stephen Bishop dans :
  - The Trap (2019) : K.P.
  - Rencontre fatale (2020) : Marcus
- 1962[n 2] : L'Homme qui tua Liberty Valance : Ransom Stoddard (James Stewart)
- 1981[n 3] : Das Boot : le deuxième lieutenant (II WO) (Martin Semmelrogge)
- 1983 : L'Esprit d'équipe : Rifleman (Walter Briggs)
- 1985[n 4] : Police Story : l'avocat Cheung (Chi-Wing Lau)
- 1988 : La Dernière Cible : Johnny Squares (Jim Carrey)
- 1988 : Willow : Meegosh (David Steinberg)
- 1989 : Outrages : PFC. Rowan (Jack Gwaltney (nl))
- 1989 : Les Banlieusards : Steve Küntz (Nicky Katt)
- 1989 : Fatal Games : Kurt Kelly (Lance Fenton)
- 1989 : Tango et Cash : le tueur chinois au début du film (Philip Tan)
- 1990 : Coupe de Ville : Buddy Libner (Arye Gross)
- 1990 : Gremlins 2 : La Nouvelle Génération : le livreur (Raymond Cruz)
- 1991 : Edward aux mains d'argent : Jim (Anthony Michael Hall)
- 1991 : A Grande Arte (pt) : José Zakkai (René Ruiz)
- 1992 : Impitoyable : Le Kid de Schofield (Jaimz Woolvett)
- 1992 : Batman : Le Défi : Charles « Chip » Shreck (Andrew Bryniarski)
- 1992 : Dernière Limite : Russell Stevens / John Hull (Laurence Fishburne)
- 1992 : Piège en haute mer : Nash (Thomas Mills Wood (en))
- 1992 : Chérie, j'ai agrandi le bébé : Marshall fédéral (Bill Moseley)
- 1992 : Le Dernier des Mohicans : Ian (Tim Hopper (en))
- 1993 : Body Snatchers : Tim Young (Billy Wirth)
- 1993 : Menace to Society : Caine « Kaydee » Lawson (Tyrin Turner)
- 1993 : Les Tortues Ninja 3 : Donatello (Jim Raposa)
- 1993 : La Liste de Schindler : voix additionnelles
- 1994 : Danger immédiat : un journaliste TV [Qui ?]
- 1994 : Forrest Gump : Elvis Presley jeune (Peter Dobson)
- 1994 : Demolition Man : l'homme souriant au musée (Trent Walker)
- 1995 : Showgirls : Marty Jacobsen (Patrick Bristow)
- 1996 : The Substitute de Robert Mandel : Darrell Sherman (Glenn Plummer)
- 1996 : Independence Day : le capitaine Steven Hiller (Will Smith)
- 1996 : À l'épreuve du feu : Steven Altameyer (Seth Gilliam)
- 1997 : À couteaux tirés : Stephen (Harold Perrineau Jr.)
- 1997 : Austin Powers : l'homme au Casino (Larry Thomas)
- 1997 : Wanted recherché mort ou vif : Stephen Barnes (Simon Baker)
- 1997 : Le Pacificateur : le lieutenant Beach (Michael Boatman)
- 1997 : Chaude journée à L.A. : Floyd Gaylen (Patrick Dempsey)
- 1997 : Le Veilleur de nuit : le joueur de billard
- 1998 : L'Objet de mon affection : George (Paul Rudd)
- 1998 : Deep Impact : Mark Simon (Blair Underwood)
- 1998 : He Got Game : le coach Cincotta (Arthur J. Nascarella (en))[1]
- 1999 : Prémonitions : voix additionnelles
- 2001 : Pearl Harbor : Anthony Fusco (Greg Zola)
- 2001 : The Brothers : Brian Palmer (Bill Bellamy)
- 2001 : Le Dernier Château : Enrique (Michael Irby)
- 2001 : Fast and Furious : Lance Nguyen (Reggie Lee)
- 2001 : Shaolin Soccer : Jambe crochet (Lam Chi-sing)
- 2002 : Joue-la comme Beckham : Tony (Ameet Chana (en))
- 2002 : Men in Black 2 : le ver Mannix (Brad Abrell)
- 2002 : Le Club des empereurs : Deepak Mehta, vieux (Rahul Khanna)
- 2002 : Paid in Full : Ace (en) (Wood Harris)
- 2003 : Paycheck : Stevens (Christopher Kennedy)
- 2003 : Open Water : En eaux profondes : Davis (Michael E. Williamson)
- 2003 : Terminator 3 : Le Soulèvement des machines : Jose Barrera (Robert Alonzo)
- 2003 : Dracula II : Ascension : Dracula / Judas Iscariote (Stephen Billington)
- 2003 : Le Seigneur des anneaux : Le Retour du roi : Figwit (Bret McKenzie)
- 2004 : L'Armée des morts : Andy (Bruce Bohne)
- 2004 : Saw : l'inspecteur Steven Sing (Ken Leung)
- 2005 : Mr. Ripley et les Ombres : Derwatt (Douglas Henshall)
- 2005 : Une belle journée : Rob (Jamie Sives)
- 2006 : Another Gay Movie : Beau (James Getzlaff)
- 2006 : Scary Movie 4 : Mahalik (Anthony Anderson)
- 2006 : Destination finale 3 : Lewis Romero (Texas Battle)
- 2006 : The Host : l'ancien camarade de Nam-il (Im Pil-sung)
- 2007 : Coup de foudre à Rhode Island : Dan Burns (Steve Carell)
- 2007 : Michael Clayton : Gene Clayton (Seán Cullen (en))
- 2007 : Cours toujours Dennis : M. Ghoshdashtidar (Harish Patel)
- 2007 : XXY : Ramiro (Germán Palacios (es))
- 2007 : SuperGrave : Mark (Kevin Corrigan)
- 2007 : La Légende de Beowulf : Hondshew (Costas Mandylor)
- 2008 : Un jour, peut-être : Russell T. McCormack (Derek Luke)
- 2008 : Be Happy : Scott (Eddie Marsan)
- 2009 : Dragonball Evolution : Piccolo (James Marsters)
- 2009 : Les Cavaliers de l'Apocalypse : Taylor (Eric Balfour)
- 2009 : Clones : Dr Seth Steinberg (Floyd Richardson)
- 2009 : Bienvenue à Zombieland : voix additionnelles
- 2011 : The Lady : U Win Tin (San Lwin[n 5])
- 2011 : Chiens de paille : le député John Burke (Laz Alonso)
- 2012 : Target : Steve (Warren Christie)
- 2012 : Red Lights : Palladino (Leonardo Sbaraglia[n 5])
- 2012 : La Cabane dans les bois : Marty Mikalski (Fran Kranz)
- 2012 : Blanche-Neige : Demi-Pinte (Mark Povinelli)
- 2013 : Gambit : Arnaque à l'anglaise : Chuck (Sadao Ueda)
- 2013 : Effets secondaires : l'officier Beahan (Victor Cruz)
- 2013 : Les Brasiers de la colère : le prêtre (Tommy Lafitte)
- 2013 : Les Sorcières de Zugarramurdi : l'inspecteur Pacheco (Secun de la Rosa)
- 2014 : Les Nouveaux Sauvages : Ignacio Fontana (Diego Starosta)
- 2014 : Alexandre et sa journée épouvantablement terrible et affreuse : M. Rogue (Alex Désert)
- 2014 : Christina Noble : David Somers (Mark Huberman (en))
- 2014 : Dumb and Dumber De : Gus (Atkins Estimond)
- 2015 : Mission impossible : Rogue Nation : Janik Vinter (Jens Hultén)
- 2015 : Very Bad Dads : Griff (Hannibal Buress)
- 2016 : 13 Hours : J. Christopher Stevens, l'ambassadeur des États-Unis en Libye (Matt Letscher)
- 2016 : War Dogs : Marlboro (Shaun Toub)
- 2016 : Joyeux Bordel ! : Fred (Randall Park)
- 2016 : Silence : le commandant samouraï (Shun Sugata (en))
- 2016 : LBJ : Walter Jenkins (en) (C. Thomas Howell)
- 2017 : The Wall : Juba (Laith Nakli (en))
- 2017 : Star Wars, épisode VIII : Les Derniers Jedi : le Maitre décrypteur (Justin Theroux)
- 2017 : Papillon : un garde pénitentiaire [Qui ?]
- 2018 : Un raccourci dans le temps : Paddy O'Keefe, le père de Calvin (Daniel MacPherson (en))
- 2018 : Traffik (en) : John (Omar Epps)
- 2018 : Outlaw King : Le Roi hors-la-loi : John III Comyn (Callan Mulvey)
- 2018 : Les Sentinelles du Pacifique : Xue Gang Tou (Liu Ye)
- 2018 : Pas si folle : Lawrence (Chris Rock)
- 2019 : Opération Brothers : le ministre du tourisme [Qui ?]
- 2019 : Six Underground : Murat (Payman Maadi)
- 2019 : Dark Waters : Edward Wallace (Jeffrey Grover)
- 2020 : Ultras (it) : Sandro « Mohican » (Aniello Arena)
- 2020 : Capone : Ralph Capone (Al Sapienza)
- 2021 : Silk Road : Johnny Morales (David DeLao)
- 2021 : Hitman and Bodyguard 2 : un des journalistes de la cérémonie des récompenses [Qui ?] (voix)
- 2021 : Inconditionnel (tr) : Apo (Ali Seçkiner Alıcı (tr))
- 2021 : The King's Man : Première Mission : Douglas, le majordome de la maison blanche [Qui ?]
- 2021 : The Forgiven : David Henninger (Ralph Fiennes)
- 2022 : The Weekend Away : Zain (Ziad Bakri)
- 2022 : Père Stu : un héros pas comme les autres : le Père Garcia (Carlos Leal)
- 2022 : Carter : le directeur Kim Dong-gyu (Jung Hae-kyun (en))
- 2022 : Pinocchio : Signore Rizzi (Angus Wright)
- 2022 : Le Bal de l'Enfer : M. Field (Sean Pertwee)
- 2022 : Le Mauvais Esprit d'Halloween : Sully (Rob Riggle)
- 2022 : Bandit : John Snydes (Nestor Carbonell)
- 2022 : Les Nuits de Mashhad : Sharifi (Arash Ashtiani)
- 2022 : La Forêt silencieuse (de) : Gustav Dallmann (August Zirner (de))
- 2023 : Luther : Soleil déchu : Dennis McCage (Vincent Regan)
- 2023 : Infiesto (es) : le commissaire Basterra (Juan Fernández)
- 2023 : The Beanie Bubble (en) : Arjun Kumar (Hari Dhillon (en))
- 2023 : Nos soirées gâteaux-bar (en) : Fred (Ron Livingston)
- 2023 : Our Son (en) : Jason (Francis Jue (en))
- 2024 : Five Blind Dates : Xian (Tzi Ma)
- 2024 : Atlas : le général Jake Boothe (Mark Strong)
- 2024 : Le Flic de Beverly Hills : Axel F. : Serge (Bronson Pinchot)
- 2025 : L'Ombre d'Emily 2 : le lieutenant Antonio Lucchese (Max Malatesta)
- 2025 : A Working Man : Yuri (Merab Ninidze)

#### Films d'animation
- 1987 : La Cité interdite : Taki Renzaburo
- 1993 : Les Vacances des Tiny Toons : Arsenio Hall
- 1994 : Poucelina : le prince Cornélius
- 1994 : Jungle Jack : Charlie la Boulette et l'Indien
- 1994 : Felidae : Hermann #1
- 1997[n 6] : The Wave of Rage : Nishi[2]
- 2001 : La Cour de récré : Vive les vacances ! : le principal Peter Prickly
- 2001 : Buzz l'Éclair, le film : Le Début des aventures : Warp Noir / Agent Z
- 2002 : Huit nuits folles d'Adam Sandler : Davey Stone[n 7]
- 2002 : Lilo et Stitch : le professeur de hula
- 2003 : Bionicle : Le Masque de Lumière : Toa Pohatu
- 2005 : Plume et l'Île mystérieuse : Igor
- 2005 : Les Noces funèbres : l'Asticot
- 2005 : Stuart Little 3 : En route pour l'aventure : Bickle, le chef des scouts
- 2005 : Lilo et Stitch 2 : Hawaï, nous avons un problème ! : le professeur de hula
- 2008 : Madagascar 2 : Makunga[n 8]
- 2010 : Shrek, fais-moi peur ! : l'Âne (court métrage)
- 2010 : Le Noël Shrektaculaire de l'Âne : l'Âne[n 9] (court métrage)
- 2010 : Planète Hulk : Hiroim
- 2011 : Le Tableau : Pierrot (création de voix)
- 2012 : Hôtel Transylvanie : Dracula[n 7]
- 2015 : Dinotrux : Ton Ton
- 2017 : Puppy! : Dracula[n 7]
- 2018 : Hôtel Transylvanie 3 : Des vacances monstrueuses : Dracula[n 7]
- 2019 : Les Incognitos : Killian[n 10]
- 2020 : En avant : voix additionnelles
- 2020 : Phinéas et Ferb, le film : Candice face à l'univers : Jeff « Swampy » Marsh
- 2021 : New Gods: Nezha Reborn (en) : le roi Dragon
- 2021 : Chasseurs de trolls : Le Réveil des Titans : Walter Strickler
- 2021 : Injustice : Hal Jordan / Green Lantern
- 2022 : Hôtel Transylvanie : Changements monstres : Dracula[n 7]
- 2022 : Le Petit Nicolas : Qu'est-ce qu'on attend pour être heureux ? : Papa et Léon (création de voix)
- 2022 : Scrooge : Un (mé)chant de Noël : Ebenezer Scrooge[n 11] (voix parlée)
- 2023 : Mars Express : le faux M. Chow, le père de Jun, un reporter et un technicien (création de voix)
- 2024 : Justice League : Crisis on Infinite Earths, partie 1 (en) : Hal Jordan / Green Lantern[n 12]
- 2025 : Dog Man : Seamus[n 13]
- 2025 : Les Schtroumpfs, le film : Ken[n 14]

### Télévision

#### Téléfilms
- Robert Moloney (en) dans :
  - Le Rêve du chanteur masqué (2012) : Arthur
  - Le Mari de ma meilleure amie (2014) : Lloyd Dawson
  - Prête à tout pour mon enfant, même l'illégalité ! (2019) : Jackson Deviers
  - Petits meurtres sur le campus : Coup de théâtre ! (2019) : Vincent Cuddahy

- C. Thomas Howell dans :
  - The Day the Earth Stopped (2008) : Josh Myron
  - Au cœur de la tempête (2014) : Charlie DuPuis

- James Marsters dans :
  - Alien Invaders (2009) : Sam Danville
  - Three Inches (en) (2011) : Troy Hamilton

- Tom Cavanagh dans :
  - Les Chassés croisés de Noël (2011) : Charles
  - L'Insupportable Soupçon (2012) : Nick Carleton

- 1997 : Projet Médusa : Jerry Camel (Kevin Dillon)
- 2002 : Un papa d'enfer : Harry Silver (Ioan Gruffudd)
- 2005 : Les Rois maudits : ? (?)
- 2005 : Un inconnu dans mon lit : Brad (Ivan Cermak)
- 2005 : Un Noël à New York : Rip (Max Martini)
- 2009 : L'Aventure de Noël : Matt (Brendan Penny)
- 2009 : Ein Dorf Sieht Mord : Martin Selig (August Zirner (de))
- 2011 : Les Douze Noël de Kate : Jack Evans (Benjamin Ayres)
- 2012 : Justice coupable : Frank (Brian Krause)
- 2012 : Six femmes (en) : Drum Eatenton (Afemo Omilami)
- 2013 : Cœur léger, cœur lourd : Thomas (Maximilian Simonischek)
- 2013 : Condamnés au silence : Lucas Holst (Jilon VanOver)
- 2014 : Arnaque à la carte : Monsieur Dupree (Chris Shields)
- 2015 : Amoureusement vôtre : Dave (Brandon Jay McLaren)
- 2017 : Le Chalet de Noël : Gary (Adrian Hough)
- 2018 : La Tentation de mon mari : Sean (Kevin Sizemore)
- 2019 : Kevin Hart's Guide to Black History (en) : Dr Blalock / Giles (Greg Germann)
- 2020 : La Dernière Danse d'une cheerleader : Michael McConnell (Joel Berti (en))
- 2021 : L'Enfant secret : Dr Green (Christian Paul)
- 2021 : Un océan de suspicion : l'inspecteur Monroe (Yan Joseph)
- 2022 : Sur les traces de ma sœur : le maire Peter Sullivan (Jason London)
- 2022 : Deux visages pour une mère (de) : Roland (Ulrich Matthes)
- 2023 : Coup de foudre et petits arrangements : Peter (Victor Parascos)

#### Séries télévisées
- D. B. Woodside dans (13 séries) :
  - 24 Heures chrono (2003-2007) : Wayne Palmer (48 épisodes)
  - JAG (2004) : l'agent spécial Rob Benton (saison 10, épisode 9)
  - Grey's Anatomy (2007) : Marcus Kane (saison 4, épisode 8)
  - Numb3rs (2008) : Jonathan Schmidt (saison 5, épisode 3)
  - Lie to Me (2009) : Henry Strong (saison 1, épisode 11)
  - Hawthorne : Infirmière en chef (2009) : David Gendler (saison 1)
  - Castle (2009) : Lance Carlberg (saison 2, épisode 10)
  - Monk (2009) : Dr Matthew Schuler (saison 8, épisodes 15 et 16)
  - Charlie's Angels (2011) : Carlton Finch (épisode 3)
  - Parenthood (2011-2012) : Dr Joe Prestridge (saison 3)
  - Dr Emily Owens (2013) : Evan Hammond (3 épisodes)
  - 9-1-1: Lone Star (2023) : Trevor Parks (saison 4)
  - The Night Agent (depuis 2023) : Erik Monks

- James Marsters dans (10 séries) :
  - Buffy contre les vampires (1997-2003) : Spike (97 épisodes)
  - Angel (2003-2004) : Spike (24 épisodes)
  - Smallville (2005-2010) : le professeur Milton Fine / Brainiac 5 (14 épisodes)
  - FBI : Portés disparus (2007-2008) : l'inspecteur Grant Mars (saison 6)
  - Lie to Me (2009) : Jay Pollack (saison 2, épisode 2)
  - Numb3rs (2009) : Damian Lake (saison 5, épisode 15)
  - Hawaii 5-0 (2010-2020) : Victor Hesse (5 épisodes)
  - Métal Hurlant Chronicles (2012 / 2014) : Brad (saison 1, épisode 2 et saison 2, épisode 2)
  - Warehouse 13 (2013) : le professeur Sutton (saison 4)
  - Witches of East End (2014) : Tarkoff (saison 2)

- Tom Cavanagh dans (9 séries) :
  - Scrubs (2002-2003) : Dan Dorian (1re voix, saison 2)
  - Eli Stone (2008-2009) : Jeremy Stone (7 épisodes)
  - Royal Pains (2011-2012) : Jack O'Malley (7 épisodes)
  - Following (2014) : le pasteur Kingston Tanner (saison 2)
  - Flash (2014-2023) : Dr Harrison « Nash » Wells / Eobard Thawne / Nega-Flash (146 épisodes)
  - Arrow (2017-2019) : Dr Harrison « Nash » Wells / Eobard Thawne/Nega-Flash (3 épisodes)
  - Supergirl (2017-2019) : Dr Harrison « Nash » Wells / Eobard Thawne/Nega-Flash (3 épisodes)
  - Legends of Tomorrow (2017 / 2020) : Dr Harrison « Nash » Wells / Eobard Thawne / Nega-Flash (saison 3, épisode 8 et saison 5, épisode 1)
  - Batwoman (2019) : Dr Harrison « Nash » Wells (saison 1, épisode 8)

- Amir Arison dans (8 séries) :
  - New York, unité spéciale (2005-2011) : Dr Manning (9 épisodes)
  - Undercovers (2010) : l'officier israélien (épisode 11)
  - American Horror Story (2011) : Joe Escandarian (saison 1, épisode 7)
  - Médium (2011) : Harold Clark, l'homme au blazer (saison 7, épisode 12)
  - Major Crimes (2013) : David Ahmed (saison 2, épisode 3)
  - Zero Hour (2013) : Theo Riley (6 épisodes)
  - Bull (2019) : Roy Wilson (saison 4, épisode 1)
  - Dope Thief (2025) : Mark Nader (mini-série)

- Matthew Del Negro dans (8 séries) :
  - United States of Tara (2009-2010) : Nick Hurley (9 épisodes)
  - Happy Endings (2012) : Kent (saison 3, épisode 1)
  - Witches of East End (2013) : Archibald Browning (saison 1, épisode 6)
  - Mistresses (2013-2016) : Jacob Pollack (16 épisodes)
  - Scandal (2014-2017) : Michael Ambruso (16 épisodes)
  - Chicago Fire (2015) : Pat Pridgen (saison 3, épisodes 15 et 16)
  - Elementary (2016) : Nathan Resor (saison 5, épisode 1)
  - Appartements 9JKL (2017) : Richie (épisode 3)

- Jeff Branson (en) dans (7 séries) :
  - Les Feux de l'amour (2010-2012) : Ronan Malloy (159 épisodes)
  - Perception (2014) : Scott Kemp (saison 3, épisode 6)
  - Mentalist (2014) : Walker Pond (saison 7, épisode 4)
  - Supernatural (2015) : Jacob Styne (saison 10, épisode 18)
  - Grimm (2017) : Paul Maler (saison 6, épisode 4)
  - Major Crimes (2017) : Dr Alan Redmond (saison 6)
  - Ten Days in the Valley (2017) : Dominic (4 épisodes)

- David Noroña (en) dans (6 séries) :
  - In Case of Emergency (2007) : Paul (4 épisodes)
  - Mentalist (2011-2014) : Osvaldo Ardiles (8 épisodes)
  - Les Frères Scott (2012) : Dr Pablo Alvarez (saison 9)
  - La Loi selon Harry (2012) : Dr Diaz (saison 2, épisode 21)
  - Wes et Travis (2012) : Dominic Santori (épisode 1)
  - The Gifted (2017-2018) : le sénateur Matthew Montez (saison 1)

- Brandon Jay McLaren dans (6 séries) :
  - Harper's Island (2009) : Danny Brooks (mini-série)
  - The Killing (2011-2012) : Bennet Ahmed (12 épisodes)
  - Motive (2015) : Lee Ward (saison 3, épisode 5)
  - Graceland (2013-2015) : l'agent Dale « DJ » Jakes (36 épisodes)
  - Slasher (2016) : Dylan Bennett (saison 1)
  - Chicago Fire (2016) : Danny Booker (saison 4)

- Josh Stamberg dans (6 séries) :
  - Drop Dead Diva (2009-2012) : Jay Parker (52 épisodes)
  - Suits : Avocats sur mesure (2013) : Richard Jensen (saison 3, épisode 1)
  - The Good Wife (2015) : Dr Joseph Portnow (saison 7, épisode 10)
  - MacGyver (2018) : Paul « Deacon » Hern (saison 3, épisode 2)
  - The Rookie : Le Flic de Los Angeles (2022) : Dexter Hayes (saison 4, épisodes 15 et 16)
  - The Time Traveler's Wife (2022) : Richard DeTamble (3 épisodes)

- Kal Penn dans (6 séries) :
  - How I Met Your Mother (2011-2014) : Kevin (10 épisodes)
  - New Girl (2016) : Tripp (saison 5, épisodes 16 et 18)
  - Designated Survivor (2016-2019) : Seth Wright (53 épisodes)
  - The Big Bang Theory (2019) : Dr Kevin Campbell (saison 12)
  - American Horror Story (2022) : Mac Marzara (saison 11)
  - Super Noël, la série (2022) : Simon Choksi (saison 1)

- Brandon J. Dirden (en) dans (6 séries) :
  - The Americans (2015-2018) : Dennis Aderholt (43 épisodes)
  - BrainDead (2016) : Brett Middleton (épisode 5)
  - The Get Down (2016-2017) : Leon (8 épisodes)
  - Elementary (2018) : l'agent Polk (saison 6, épisode 19)
  - Manifest (2018) : l'inspecteur Donovan (saison 1, épisode 3)
  - For Life (2020) : Darius Johnson (14 épisodes)

- Michael Beach dans (5 séries) :
  - Urgences (1995-1997) : Al Boulet (19 épisodes)
  - Brothers and Sisters (2006) : Noah Guare (saison 1, épisodes 1 et 2)
  - Stargate Atlantis (2007-2009) : le colonel Abraham « Abe » Ellis (5 épisodes)
  - Grey's Anatomy (2011) : M. Baker (saison 7, épisode 16)
  - Pitch (2016) : Bill Baker (3 épisodes)

- C. Thomas Howell dans (5 séries) :
  - Southland (2009-2013) : l'officier Billy « Dewey » Dudek (27 épisodes)
  - Sons of Anarchy (2013) : l'agent de l'ATF Frank Eagan (saison 6, épisode 2)
  - Motive (2015) : Joe Hillis (saison 3, épisode 8)
  - Conscience Morale (2015) : M. Witherspoon (épisode 6)
  - SEAL Team (2017-2022) : Ash Spencer (12 épisodes)

- Mark Ivanir dans (5 séries) :
  - Fringe (2010) : Roland David Barrett (saison 3, épisode 9)
  - Touch (2012) : Yuri Andreev (saison 1, épisode 2)
  - Homeland (2015-2018) : Ivan Krupin (9 épisodes)
  - Salvation (2017) : le ministre Toporov (saison 1, épisodes 8 et 9)
  - The New Pope (2020) : Bauer (mini-série)

- Terrence Howard dans (5 séries) :
  - Los Angeles, police judiciaire (2010-2011) : le substitut du procureur Jonah « Joe » Dekker (16 épisodes)
  - New York, unité spéciale (2011) : le substitut du procureur Jonah « Joe » Dekker (saison 12, épisode 21)
  - Empire (2015-2020) : Lucious Lyon (en) (102 épisodes)
  - Wayward Pines (2015-2016) : le shérif Arnold Pope (5 épisodes)
  - Philip K. Dick's Electric Dreams (2017) : George (épisode 5)

- Kevin Carroll (en) dans (5 séries) :
  - The Leftovers (2015-2017) : John Murphy (10 épisodes)
  - The Catch (2017) : le lieutenant-adjoint chef Nick Turner (saison 2)
  - Wisdom : Tous contre le crime (2017) : Lucas King (épisode 10)
  - Lucifer (2017) : Sinnerman (saison 3, épisodes 9 et 10)
  - Snowfall (2017-2021) : Alton Williams (27 épisodes)
  - Self Made (2020) : Ransom (mini-série)

- Rocky Carroll dans (4 séries) :
  - Chicago Hope : La Vie à tout prix (1996-2000) : Dr Keith Wilkes (96 épisodes)
  - NCIS : Enquêtes spéciales (depuis 2008) : le directeur Leon Vance
  - NCIS : Los Angeles (2009-2014) : le directeur Leon Vance (10 épisodes)
  - NCIS : Nouvelle-Orléans (2014) : le directeur Leon Vance (saison 1)

- Christopher Heyerdahl dans (4 séries) :
  - Stargate Atlantis (2004-2009) : Todd le Wraith (22 épisodes)
  - Into the West (2005) : James « Jim » Ebbets (mini-série)
  - Supernatural (2009) : Alastair (saison 4, épisodes 15, 16 et 21)
  - Nikita (2013) : Matthew Collins (saison 3, épisode 18)

- Jon Huertas dans (4 séries) :
  - Castle (2009-2016) : le lieutenant Javier Esposito (173 épisodes)
  - Elementary (2016-2019) : Halcon (3 épisodes)
  - This Is Us (2016-2022) : Miguel Rivas (en) (99 épisodes)
  - The Rookie : Le Flic de Los Angeles (2019) : Alejandro Mejia (saison 2, épisode 3)

- Seth Gilliam dans (4 séries) :
  - The Walking Dead (2014-2022) : le père Gabriel Stokes (125 épisodes)
  - City on a Hill (2019) : le révérend Jasper Fields (saison 1)
  - Bull (2020) : Dr Poulson (saison 4, épisode 17)
  - The Walking Dead: The Ones Who Live (2024) : le père Gabriel Stokes

- Keegan-Michael Key dans (4 séries) :
  - Schmigadoon! (2021-2023) : Josh Skinner (12 épisodes)
  - Reboot (2022) : Reed Sterling (8 épisodes)
  - Abbott Elementary (2024) : le superintendant Reynolds (saison 3)
  - Elsbeth (2024) : Ashton Hayes (saison 1, épisode 7)

- Don Franklin dans :
  - Méthode Zoé (2003) : Peter Callas (saison 1, épisodes 1 et 2)
  - Day Break (2006) : Randall Mathis (4 épisodes)
  - Shooter (2018) : l'agent Biller (saison 3, épisode 12)

- Franky G. dans :
  - Jonny Zéro (2005) : Jonny Calvo (9 épisodes)
  - Dossier Smith (2006-2007) : Joe Garcia (7 épisodes)
  - Quantico (2018) : Dolfo Raza (saison 3, épisode 3)

- Logan Marshall-Green dans :
  - Newport Beach (2005) : Trey Atwood (6 épisodes)
  - Traveler : Ennemis d'État (2007) : Tyler Fog (8 épisodes)
  - Dark Blue : Unité infiltrée (2009-2010) : Dean Bendis (20 épisodes)

- Robert Moloney (en) dans :
  - Kaya (en) (2007) : Rossi (10 épisodes)
  - Stargate Atlantis (2008) : Koracen (saison 5, épisode 5)
  - Bates Motel (2014) : Lee Berman (saison 2, épisode 1)

- Bill Bellamy dans :
  - October Road, un nouveau départ (2007-2008) : Stratton Lorb (3 épisodes)
  - Royal Pains (2010) : Aristotle (saison 2, épisode 8)
  - FBI : Duo très spécial (2013) : Delmon Wells (saison 4, épisode 13)

- Oded Fehr dans :
  - Eleventh Hour (2008) : Calvert Rigdon (épisode 5)
  - V (2011) : Eli Cohen (saison 2)
  - FBI: International (2021) : Colin Kent (saison 1, épisode 1)

- Ken Marino dans :
  - Le Diable et moi (2008-2009) : Tony (9 épisodes)
  - Private Practice (2009) : Darren Larsen (saison 3, épisode 2)
  - iZombie (2016-2019) : Brandt Stone (3 épisodes)

- Tim Guinee dans :
  - Esprits criminels (2009) : Joe Muller (saison 5, épisode 11)
  - The Affair (2017) : Grant Finley (saison 3, épisode 6)
  - I'm Dying Up Here (2017) : Matt Patterson (saison 1, épisode 3)

- Jerry Minor (en) dans :
  - Kenny Powers (2010-2013) : Jamie Laing (4 épisodes)
  - Brooklyn Nine-Nine (2013) : Jerry Grundhaven (saison 1, épisode 8)
  - Abbott Elementary (2022-2023) : M. Morton (saison 2)

- Larry Poindexter (en) dans :
  - Californication (2011) : le procureur (saison 4, épisodes 10 et 12)
  - Rizzoli and Isles (2011) : Dr Byron Sluckey (saison 2, épisode 1)
  - Les Experts (2011-2012) : Claude Melvoy (saison 11, épisode 15 et saison 12, épisode 20)

- Laz Alonso dans :
  - Breakout Kings (2011-2012) : l'inspecteur Charlie Duchamp (14 épisodes)
  - Person of Interest (2013) : Paul Carter (saison 3, épisodes 8 et 9)
  - Los Angeles : Bad Girls (2019) : Warren Hendrix (saison 1)

- Dion Johnstone dans :
  - The Listener (2012) : Harold Kalb (saison 3, épisode 7)
  - Flashpoint (2012) : Barnaby Howe (saison 5, épisode 7)
  - Private Eyes (2021) : Mark « Lytnin' » Lyte (saison 5, épisode 4)

- Michael Irby dans :
  - Esprits criminels (2014) : Cesar Jones (saison 9, épisode 17)
  - Les Experts : Cyber (2015) : le capitaine David Ortega (3 épisodes)
  - The Player (2015) : Javier Cruz (épisode 7)

- Simon Kassianides (en) dans :
  - Marvel : Les Agents du SHIELD (2014-2017) : Sunil Bakshi (12 épisodes)
  - Zoo (2015) : Jean-Michel Lion (saison 1, épisode 7)
  - Pearson (2019) : Nick d'Amato (10 épisodes)

- Stuart Graham (en) dans :
  - Thirteen (2016) : Angus Moxam (mini-série)
  - Les Enquêtes de Vera (2017) : Alan Marston (saison 7, épisode 3)
  - La Roue du temps (2021-2023) : Geofram Bornhald (saison 1, épisode 2 et saison 2, épisode 8)

- Stephen Bishop dans :
  - Esprits criminels (2018-2020) : Andrew Mendoza (4 épisodes)
  - Marvel : Les Agents du SHIELD (2020) : l'agent Brandon Gamble (saison 7, épisodes 12 et 13)
  - The Equalizer (2022-2023) : Dr Miles Fulton (4 épisodes)

- Alex Désert dans :
  - Flash (1990-1991) : Julio Mendez (22 épisodes)
  - Grey's Anatomy : Station 19 (2018) : Oliver (saison 1, épisode 9)

- Omar Gooding dans :
  - Le Petit Malin (1997-1999) : Morris L. « Mo » Tibbs (51 épisodes)
  - Zoé, Duncan, Jack et Jane (1999) : Doug Anderson (saison 2)

- D. L. Hughley dans :
  - Darryl (en) (1998-2002) : Darryl Hughley (89 épisodes)
  - Scrubs (2003) : Kevin Turk (saison 2, épisode 14)

- Timothy Omundson dans :
  - Esprits criminels (2005) : Phillip Dowd (saison 1, épisode 6)
  - American Housewife (2017-2019) : Stan Lawton (3 épisodes)

- Chris Conner dans :
  - Bones (2005-2007) : Oliver Laurier (3 épisodes)
  - American Crime Story (2016) : Jeffrey Toobin (saison 1)

- Jeremy Davidson (en) dans :
  - Kill Point : Dans la ligne de mire (2007) : M. Rabbit/Henry Roman (8 épisodes)
  - The Americans (2014) : Emmett Connors (saison 2, épisode 1)

- Ebon Moss-Bachrach dans :
  - Fringe (2008) : Joseph Meegar (saison 1, épisode 5)
  - The Dropout (2022) : John Carreyrou (mini-série)

- Jeremiah Birkett dans :
  - Ghost Whisperer (2009) : Nick Sexton (saison 5, épisode 8)
  - Black Cake (en) (2023) : Bert Bennett (mini-série)

- Jamil Walker Smith dans :
  - Stargate Universe (2009-2011) : le sergent-major Ronald Greer (40 épisodes)
  - Code Black (2016) : Eric (saison 2, épisode 3)

- Jeremy Northam dans :
  - Miami Medical (2010) : Dr Matthew Proctor (13 épisodes)
  - The Crown (2016-2017) : Anthony Eden (11 épisodes)

- Pej Vahdat dans :
  - Shameless (2011-2012) : Kash (8 épisodes)
  - City on a Hill (2022) : l'agent Ramin Milani (saison 3)

- Ike Barinholtz dans :
  - The Mindy Project (2012-2017) : Morgan Tookers (116 épisodes)
  - White House Plumbers (en) (2023) : Jeb Magruder (mini-série)

- Vladimir Jon Cubrt dans :
  - Beauty and the Beast (2013) : le pyromane Eddie Long (saison 2, épisode 4)
  - Hannibal (2013-2015) : Garret Jacob Hobbs (10 épisodes)

- Ben Koldyke (en) dans :
  - The Newsroom (2013) : Cyrus West (saison 2, épisode 1)
  - The Good Place (2019-2020) : Brent Norwalk (saison 4)

- Marcus Giamatti dans :
  - Perception (2014) : Joel (saison 2, épisode 11)
  - Mind Games (2014) : Jim McKenna (épisode 5)

- Francis Jue (en) dans :
  - Madam Secretary (2014-2019) : le ministre chinois Chen (22 épisodes)
  - New Amsterdam (2020) : Zeke Meredith (saison 2, épisode 13)

- Harold Perrineau dans :
  - Goliath (2016) : le juge Roston Keller (saison 1)
  - Good Doctor (2020) : Wes Keller (saison 3, épisode 17)

- Kida Khodr Ramadan (de) dans :
  - 4 Blocks (2017-2019) : Ali « Toni » Hamady (19 épisodes)
  - Greyzone (sv) (2018) : Rami Wahim / Al-Shishani (7 épisodes)

- Kareem J. Grimes dans :
  - S.W.A.T. (2017-2020) : Little Red (4 épisodes)
  - The Vince Staples Show (2024) : l'oncle Mike

- Samrat Chakrabarti (en) dans :
  - Bull (2017 / 2021) : Jai/Sean Laheri (saison 1, épisode 15 et saison 5, épisode 10)
  - The Sinner (2018) : Benji Shaw (saison 2)

- Waleed Zuaiter dans :
  - Altered Carbon (2018) : : Samir Abboud (saison 1)
  - The Spy (2019) : le colonel Amin Al-Hafez (mini-série)

- William Baldwin dans :
  - Insatiable (2018) : Gordy Greer (saison 1, épisode 10)
  - Northern Rescue (en) (2019) : John West (10 épisodes)

- Chad Coleman dans :
  - All American (2019) : Corey James (9 épisodes)
  - Interrogation (en) (2020) : M. Franklin (4 épisodes)

- John Leguizamo dans :
  - Dans leur regard (2019) : Raymond Santana, Sr. (mini-série)
  - Le Pouvoir (depuis 2023) : Rob Lopez

- Richard Brooks dans :
  - Harry Bosch (2019-2020) : Dwight Wise (9 épisodes)
  - Good Trouble (2019-2023) : Joseph (11 épisodes)

- Giancarlo Esposito dans :
  - Godfather of Harlem (depuis 2019) : le membre du Congrès Adam Clayton Powell
  - The Mandalorian (depuis 2019) : Moff Gideon

- Charles Malik Whitfield (en) dans :
  - Chicago Med (2019-2024) : Ben Campbell (20 épisodes)
  - NCIS : Los Angeles (2021) : Gary DeMayo (saison 13, épisode 6)

- Hamid Krim dans : 
  - El Cid (2020-2021) : Al Muqtadir (6 épisodes)
  - Los Farad (es) (2023) : Khalid (3 épisodes)

- Corey Stoll dans :
  - Billions (2020-2023) : Michael « Mike » Prince (34 épisodes)
  - Scènes de la vie conjugale (2021) : Peter (mini-série)

- 1994-1998 : Babylon 5 : Lennier (Bill Mumy) (108 épisodes)
- Buffy contre les vampires : Oz (Seth Green) et Sven (Henrik Rosvall) (saison 2, épisode 4)
- Dr House : Brandon (Breckin Meyer) (saison 5, épisode 3), Lee (Mos Def) (saison 5, épisode 19) et James Sidas (Esteban Powell) (saison 6, épisode 8)
- Femmes de footballeurs : Jason Turner (Cristian Solimeno)
- Ghost Whisperer : Mitch Marino (Dondré Whitfield (en)) (3 épisodes), Ashton Belluso (Duane Martin) (saison 1, épisode 20), le chauffeur de bus (Yvans Jourdain) (saison 5, épisode 9), le shérif (Timon Kyle Durett) (saison 5, épisode 21) et Stuart (Asante Jones) (saison 5, épisode 22)
- Missing : Disparus sans laisser de trace : Derek Conway (Gordon Currie)
- 1996-1997 : La Vie à cinq : Sam Brody (Ben Browder) (saison 3)
- 1996-1997 : Urgences : Dr Dennis Grant (Omar Epps) (saison 3)
- 1996-1998 : Les Aventures de Sinbad : Sinbad (Zen Gesner) (44 épisodes)
- 1998-2003 : Des jours et des vies : Carson Palmer (Jack Armstrong) (46 épisodes)
- 2001[3] : According to Jim : Dr Gamble (Randall Arney) (saison 1, épisode 7)
- 2002 : The Shield : Van Bro (David Raibon) (4 épisodes), Fleetwood Walker (Garland Whitt) (saison 2, épisode 3)
- 2002-2014 : Bienvenue à Lazy Town : Sportacus (Magnús Scheving) (68 épisodes)
- 2003 : Scrubs : Fred Berry (Fred Berry) (saison 2, épisode 21)
- 2003-2004 : Rock Me Baby (en) : Carl (Carl Anthony Payne II) (22 épisodes)
- 2003-2005 : Les Feux de l'amour : Damon Porter (Keith Hamilton Cobb) (147 épisodes)
- 2004 : Newport Beach : Eddie (Eric Balfour) (saison 1)
- 2005 : Barbershop (en) : Jimmy James (Leslie Elliard) (10 épisodes)
- 2005-2007 : Lost : Les Disparus : Essam Tasir (Donnie Keshawarz) (saison 1, épisode 21) et le Dr Rob Hamill (James Lesure) (saison 3, épisodes 22 et 23)
- 2005-2007 : La Vie de palace de Zack et Cody : Lance Fishman (Aaron Musicant) (10 épisodes) et Tim (Matt Winston (en)) (saison 1, épisode 2)
- 2006-2009 : Robin des Bois : Much (Sam Troughton)
- 2006-2008 : Kyle XY : Adam Baylin (J. Eddie Peck) (12 épisodes)
- 2007-2009 : Nick Cutter et les Portes du temps : le professeur Nick Cutter (Douglas Henshall) (16 épisodes)
- 2008 : La Petite Dorrit : M. Pancks (Eddie Marsan) (mini-série)
- 2008-2021 : Commissaire Montalbano : Mimì Augello (Cesare Bocci) (2e voix, saisons 7 à 15)
- 2009 : Lie to Me : le major Harris (Charles Stewart Parnell) (saison 1, épisode 2)
- 2009 : Sons of Anarchy : Alex Franklin (Chris Coy) (saison 2, épisode 9)
- 2010 : L'Enfer du Pacifique : Edward Sledge (Joshua Close) (mini-série)
- 2010 : Les Enquêtes du commissaire Winter : Fredrik Halders (Jens Hultén) (saison 3)
- 2010 : Desperate Housewives : Patrick Logan (John Barrowman) (saison 6)
- 2010 : True Blood : Franklin Mott (James Frain) (saison 3, épisode 4)
- 2011 : Chase : Mark (Sharif Atkins) (épisode 16)
- 2011 : Burn Notice : Dion Carver (André Holland) (saison 5, épisode 14)
- 2011 : Body of Proof : Brian Hall (Brian J. White) (saison 1, épisode 2)
- 2012 : 30 Rock : Don Cheadle[n 15] (Don Cheadle) (saison 7, épisode 4)
- 2012 : Les Mystères de Haven : Morton Danvers (Stephen Bogaert) (saison 3, épisode 10), Robert Taylor (Shaun Benson) (saison 3, épisode 12)
- 2012 : Cougar Town : Daniel (David Arquette) (saison 3, épisode 15)
- 2012 : Mick Brisgau, le come-back d'un super flic : Thomas Friedrich (David C. Bunners) (saison 3, épisode 3) et Thilo von Straten (Johannes Brandrup) (saison 3, épisode 11)
- 2012 : Revolution : le lieutenant Slotnick (Josh Coxx) (saison 1, épisode 7)
- 2012 : Missing : Au cœur du complot : l'agent Dax Miller (Cliff Curtis) (10 épisodes)
- 2012 : Wes et Travis : le mécanicien (Jon Eyez) (épisode 3)
- 2012 : The Finder : Frank Haywood (Lance Gross) (épisode 4)
- 2013 : Hostages : l'agent des services secrets Stan Hoffman (Paul Calderon) (6 épisodes)
- 2013 : Game of Thrones : Mero « le bâtard du Titan » (Mark Killeen) (saison 3, épisode 8)
- 2013 : Inspecteur Lewis : Kanan Dutta (Sanjeev Bhaskar) (saison 7, épisodes 1 et 2)
- 2013 : Reign : Le Destin d'une reine : le comte Vincent de Naples (Michael Aronov) (saison 1, épisode 7)
- 2013 : Perception : le chef d'unité Connaghan (David Andriole) (saison 2, épisode 9)
- 2013 : The Bridge : Jack Childress (Chris Browning (en)) (saison 1, épisodes 7 et 8)
- 2013 : The Listener : Frank Tedeschi (Ray Galletti) (saison 4, épisode 6)
- 2013 : Kenny Powers : Gene (Tim Heidecker) (saison 4)
- 2013-2015 : Atlantis : Tychon (John Hannah) (3 épisodes)
- 2013-2017 : Esprits criminels : Jonathan Ray Covey (Christopher Amitrano) (saison 8, épisode 21), l'inspecteur Paul Rosado (Billy Dec) (saison 10, épisode 5) et l'inspecteur Alex Russ (Mark Gantt) (saison 13, épisode 5)
- 2013-2017 : Brooklyn Nine-Nine : l'officier Lou (Paul Mabon) (5 épisodes), Adam Sandler[n 15] (Adam Sandler) (saison 1, épisode 15) et Steve (Cedric Yarbrough) (saison 2, épisode 21)
- 2014 : Grimm : Gabriel Martel (Julian Acosta) (saison 4, épisode 5)
- 2014 : Veep : Peter Mitchell (Darren Boyd) (saison 3, épisode 7)
- 2014 : Taxi Brooklyn : Vasily Kell (Gabriel Furman) (épisode 5)
- 2014 : Fargo : Ari Ziskind (Byron Noble) (saison 1)
- 2014-2015 : The Musketeers : Bonacieux (Bo Poraj) (7 épisodes)
- 2015 : Squadra criminale : Graziano Torri (Alessandro Borghi) (saison 1, épisode 3)
- 2015 : Blue Bloods : l'inspecteur Langraf (John-Patrick Driscoll) (saison 6, épisode 7)
- 2015 : American Crime : George Fierro (David DeLao) (saison 1)
- 2015 : Jordskott, la forêt des disparus : Thomas Leander (Felix Engström (sv))
- 2015-2016 : UnREAL : Brad (Martin Cummins) (6 épisodes)
- 2016 : The Girlfriend Experience : Tariq Barr (Sugith Varughese (en))
- 2016-2019 : L'Arme fatale : Roger Murtaugh (Damon Wayans) (55 épisodes)
- 2017 : APB : Alerte d'urgence : l'agent spécial Charlie Vaughn (RonReaco Lee)
- 2017 : Incorporated : Sanjay Maraj (Gabe Grey) (épisode 9)
- 2017 : New York, unité spéciale : Charles Franklin (Benton Greene) (saison 18, épisode 13)
- 2017 : Ray Donovan : le père de Damon (Jordan Mahome) (saison 5)
- 2017-2018 : Supernatural : Asmodeus (Jeffrey Vincent Parise (en)) (saison 13)
- 2017-2019 : Les Désastreuses Aventures des orphelins Baudelaire : le comte Olaf (Neil Patrick Harris) (voix chantée + 25 génériques chantés)
- 2018 : Luke Cage : Raymond « Piranha » Jones (Chaz Lamar Shepherd (en)) (saison 2)
- 2018 : Quantico : Fedowitz (Roger Bart) (saison 3, épisode 7)
- 2018 : Best.Worst.Weekend.Ever. (en) : le colonel Cliff Andropolis (Matt Battaglia) (6 épisodes)
- 2018 : Fugitiva (es) : Alejandro Guzmán Estrada (Julio Bracho) (9 épisodes)
- 2018 : Le Détenu : El Sobaco (Ricardo Esquerra) (12 épisodes)
- 2018 : House of Cards : Brett Cole (Boris Kodjoe) (saison 6)
- 2018-2019 : Star : Lil Dini (Marcos « Kosine » Palacios (en)) (saison 3)
- 2018-2019 : The Rain : Frederik (Lars Simonsen) (5 épisodes)
- 2018-2021 : New Amsterdam : Dr Vijay Kapoor (Anupam Kher) (42 épisodes)
- 2019 : Lucifer : Bashir Al-Fassad (Nicholas Massouh) (saison 4, épisode 4)
- 2019 : Catherine the Great : Alexeï Orlov (Kevin McNally) (mini-série)
- 2019 : Mindhunter : le maire Maynard Jackson (Regi Davis) (saison 2)
- 2019 : Dark Crystal : Le Temps de la résistance : Ordon (Mark Strong) (voix)
- 2019 : Bless this Mess (en) : Jimmy (Tim Bagley) (saison 1, épisode 2)
- 2019 : Proven Innocent (en) : Troy Dalton (Sherman Augustus) (épisode 9)
- 2019 : Magnum : James Harris/Daniel Skordi (Troy Garity) (saison 2, épisode 8)
- 2019-2021 : The Family Man (en) : Srikant Tiwari (Manoj Bajpayee) (19 épisodes)
- depuis 2019 : The Chi : Darnell Robinson (Rolando Boyce)
- 2020 : Interrogation (en) : Charlie Shannon (Andre Royo)
- 2020 : Tales from the Loop : Ed (Dan Bakkedahl) (3 épisodes)
- 2020 : Doom Patrol : Red Jack (Roger Floyd) (saison 2, épisode 3)
- 2020 : Meurtres à White House Farm : l'inspecteur Thomas « Taff » Jones (Stephen Graham) (mini-série)
- 2020 : Space Force : Jerome Lalosz (Michael Hitchcock) (saison 1, épisode 4)
- 2020 : Les Nouvelles Aventures de Sabrina : Pan / Pr Carcosa (Will Swenson) (saison 3)
- 2020-2021 : Larry et son nombril : Freddy Funkhouser (Vince Vaughn) (8 épisodes)
- 2020-2022 : Dr. Bash : Thomas Mitchell (Patrick Labbé) (9 épisodes)
- 2021 : Most Wanted Criminals : Greg Krohl (John Carlin) (saison 2, épisode 11)
- 2021 : Kevin Can F**k Himself (en) : Kris (David J. Curtis) (saison 1, épisode 8)
- 2021 : Only Murders in the Building : Jimmy Fallon (Jimmy Fallon) (saison 1, épisode 6)
- 2021 : Katla : Gísli (Þorsteinn Bachmann (is))
- 2021 : Supergirl : Silas (Claude Knowlton) (saison 6)
- 2021-2022 : Les Années coup de cœur : Lucious / Theo (Nakia Dillard) (saison 1)
- 2021-2022 : Firebite (en) : Josiah, le roi vampire (Callan Mulvey) (8 épisodes)
- 2021-2022 : Big Sky : Mark Lindor (Omar Metwally) (25 épisodes)
- 2021-2023 : Gossip Girl : Nicholas « Nick » Lott (Johnathan Fernandez) (22 épisodes)
- 2021-2023 : Reservation Dogs : William « Spirit » Knifeman (Dallas Goldtooth (en)) (10 épisodes)
- depuis 2021 : Girls5eva : Scott (Daniel Breaker (en))
- 2022 : After Life : le date grossier de Kath (Tim Key) (saison 3, épisode 4)
- 2022 : The Terminal List : le capitaine Howard (Matthew Rauch)
- 2022 : She-Hulk : Avocate : l'avocat Robert Wallis (Darin Toonder) (mini-série)
- 2022 : Dahmer - Monstre : L'Histoire de Jeffrey Dahmer : l'avocat Robert Fennig (David Kelsey) (mini-série)
- 2022 : Le Cabinet de curiosités de Guillermo del Toro : Alo Glo Man (Dan Stevens) (saison 1, épisode 4)
- 2022 : Pam and Tommy : Jay Leno (Adam Ray (en)) (mini-série)
- 2022 : The First Lady : Barack Obama (O. T. Fagbenle) (mini-série)
- 2022 : Better Call Saul : George Castellano (Bob Jesser) (saison 6, épisode 13)
- 2022 : Angelyne : Sheldon (Alex Ball) et Russell Wagner (Joshua LeBar) (mini-série)
- 2022 : Un passé bien présent (es) : Bernie (Joaquim de Almeida)
- 2022 : The Sound of Magic : ? (?)
- 2022 : The Undeclared War : Andrew Makinde, le premier ministre (Adrian Lester) (mini-série)
- 2022 : The Witcher : L'Héritage du sang : Uthrok Une-Noix (Dylan Moran) (mini-série)
- 2022-2023 : What We Do in the Shadows : le djinn (Anoop Desai (en)) (7 épisodes)
- depuis 2022 : Resident Alien : le shérif Mike Thompson (Corey Reynolds) (2e voix, depuis la saison 2)
- 2023 : El silencio : Beñat (Ernest Villegas) (mini-série)
- 2023 : Abysses : Jack Greywolf O'Bannon (Dutch Johnson) (mini-série)
- 2023 : Not Dead Yet : Luis Serrano (Carlos Gómez)
- 2023 : Will Trent : Grady Parnell (Kendrick Cross (en)) (saison 1, épisode 3)
- 2023 : One Trillion Dollars (de) : Gregorio Vacchi (Stefano Cassetti) (mini-série)
- 2023 : Une famille presque normale (sv) : Mikael Blomberg (Håkan Bengtsson (sv)) (mini-série)
- 2023 : Le Renard : Prince des voleurs : Tinkler Duckett (Justin Smith (en))
- 2023 : The Woman in the Wall (en) : David Tooley (Brendan McCormack)
- 2023 : A Body That Works (en) : le médecin (Sinai Peter)
- 2023-2024 : La Créature de Kyŏngsŏng : Gu Gap-pyeong (Park Ji-hwan (en))
- 2023-2024 : Bookie : Charlie Sheen (Charlie Sheen) (3 épisodes)
- 2024 : Ancestral : ? (?)
- 2024 : In Her Car (de) : Petro Porochenko (Petro Porochenko)
- 2024 : Eux : Corey (Iman Shumpert) (saison 2)
- 2024 : Heeramandi : Les Diamants de la cour : Ashfaq Baloch (Ujjwal Chopra (en))
- 2024 : Maxton Hall : Le monde qui nous sépare : M. Lexington, le directeur (Thomas Douglas (de))
- 2024 : Like a Dragon: Yakuza : Shintaro Kazama (Toshiaki Karasawa) (mini-série)
- 2024 : The Sticky : Maurice Bouchard (Michel Perron)
- 2024 : Beauty in Black (en) : Horace Bellarie (Ricco Ross)
- 2025 : Skeleton Crew : le droïde superviseur sur At Attin (Stephen Fry) (voix)
- 2025 : La Résidence : Didier Gotthard (Bronson Pinchot) (mini-série)
- 2025 : Severance : Dr Mauer (Robby Benson) (saison 2)
- 2025 : Imbattables : Bruce Whitaker (Sergio Di Zio)
- 2025 : Paradis City : Ruben (Thomas Holmin)
- 2025 : Sans merci (en) : Gu Bong-san (Ahn Gil-kang (en))
- 2025 : Stick (en) : Jim Nantz (Jim Nantz (en))

#### Séries d'animation
- 1968[4] : Les Aventures de Batman : voix additionnelles
- 1973-1985[5] : Le Plein de super : Zan et M. Mxyzptlk (voix de remplacement)
- 1977 : Les Nouvelles Aventures de Batman : Scott Rogers
- 1988 : Sandy Jonquille : Charles (voix de remplacement, dernier épisode)
- 1988 : Superman[6] : Clark Kent adolescent
- 1990 : Le Petit Lord : Wilkins
- 1990-1992 : Beetlejuice : Skuzzo le clown
- 1992-1995 : Taz-Mania : Buddy Star (2e voix), Drew et Marvin le Martien
- 1993 : Les Simpson : David St Hubbins (saison 3, épisode 22), Flanders, Carl, Kearney et Jimbo Jones (saison 4, épisodes 7 et 8)
- 1994 : La Petite Sirène : Hans Christian Andersen (épisode 22)
- 1994[7] : Armitage III : Eddie Barrows (OAV)
- 1996-1998 : Les Spectraculaires Nouvelles Aventures de Casper : Crado
- 1997 : Le Prince d'Atlantis[8] : Orkov
- 1997 : Drôles de monstres : Grommeleur et Simon
- 1998 : Animaniacs : le père de Ricola (épisode 78), le narrateur (épisodes 84, 86 et 88) et Klaatu (épisode 86)
- 1999 : Hercule : Terreur
- 2000-2001 : La Cour de récré : Erwin Lawson, l'arnaqueur (2e voix), le principal Peter Prickly (2e voix), Ramollo (1re voix), Hank (2e voix), le général (épisode 29) et la voix de Mikey au téléphone (épisode 33)
- 2001 : Les Aventures de Buzz l'Éclair : Warp Noir Dessein
- 2001-2005 : Cool Attitude : Oscar Proud
- 2002 : Funky Cops : Boogaloo l'indic, Jerry, Aaron King, Frank Carbonara et Charlie (épisode 27)
- 2003-2006 : Lilo et Stitch, la série : Moïse (le professeur de hula) / Oscar Proud (épisode 49)
- 2003-2007 : Jimmy Neutron : Jet Fusion et Sam
- 2004 : Mega Man NT Warrior : Higsby
- 2004-2006 : Teen Titans : Les Jeunes Titans : Monsieur Mallah, Mento, le garde Gordanien, le cambrioleur, Cinderblock, Andre Le Blanc et un étudiant
- 2005 : Bromwell High : Martin Jackson
- 2005 : Totally Spies! : Professeur Link (épisode 75)
- 2005-2008 : Avatar, le dernier maître de l'air : Xin Fu (voix principale), Jeong Jeong (1re voix) et le lieutenant Jee
- 2006 : Monster : Jan Suk
- 2006 : American Dad! : voix additionnelles
- 2006 : Team Galaxy : l’alien génie (saison 1, épisode 13), Johnny Stardust (saison 1, épisode 15), Fluffy (saison 1, épisode 16)
- 2006-2017 : Mes parrains sont magiques : Francis (2e voix), Mark Chang (2e voix - saison 5.13 à saison 9), Chet Ubetcha (2e voix)
- 2007[9] : Gurren Lagann : Cytomander
- 2007[9] : Gundam 00 : Alejandro Corner, Hong Long (1re voix, saison 1)
- 2009 : Star Wars: The Clone Wars : Rush Clovis (1re voix)
- 2009 : Wakfu : Gonar le grand
- 2010 : Marsupilami : Houba ! Houba ! Hop ! : Orlando Zigfield (épisode 35)
- 2010 : Super Hero Squad : le Roi rouge
- 2010-2022 : La Ligue des justiciers : Nouvelle Génération : Aqualad, Mal Duncan (1re voix, saison 1, épisode 10) et Aquaman (voix de remplacement - saison 4, épisode 24)
- 2015 : Teen Titans Go! : Aqualad (saison 2, épisode 32)
- 2016-2018 : Chasseurs de trolls : Walter Strickler
- 2016-2019 : La Garde du Roi lion : Rafiki (2e voix, à partir de l'épisode 19 de la saison 1)
- 2017 : Les Fous du volant : Pierre de Beau-Fixe
- 2019 : Carole & Tuesday : l'animateur de Mars Brightest
- 2019 : Saiki Kusuo no Ψ Nan: Le Retour : la mère de Nendo
- 2020 : Transformers : La trilogie de la Guerre pour Cybertron : Jetfire
- 2020-2021 : Solar Opposites : Randy, l'agent Foley, le père d'Everett et voix additionnelles
- 2020 : Chien Pourri : Bouledogue / le Danois
- 2020 : The Liberator : le colonel Charles Ankcorn[10]
- 2021 : Pacific Rim: The Black : Shane
- 2021 : Monstres et Cie : Au travail : le Yéti
- 2021 : Jellystone! : Yogi l'ours, Fleegle, Magilla le gorille et Funky, le fantôme
- 2022 : Cool Attitude, encore plus cool : Oscar Proud
- 2022 : Transformers: BotBots (en) : Frostferatu, Playgor Cardquest et voix additionnelles
- 2022 : Bretzel et les bébés chiens : Bretzel
- 2022 : Les Aventures de Rilakkuma au parc d'attractions : Eiji et le directeur
- 2022 : L'Incroyable Yellow Yéti : Gustav
- 2022-2023 : Transformers: EarthSpark : Dr Meridian / Homme-droïde
- 2023 : Kizazi Moto: Génération Feu (en) : l'oracle
- 2023 : Futurama : Barbado Slim, Turanga Morris, le maire de New New York et voix additionnelles
- 2023 : Malédictions ! (en) : Larry[11]
- 2023 : Onimusha (en) : Matsuki Kensuke
- 2023 : What If...? : Xu Wenwu / le Mandarin (saison 2, épisode 7)
- 2024 : Goldie : le maire

### Jeux vidéo
- 1996 : Soviet Strike : Hack
- 1997 : Lapin Malin : Maternelle 2 : Zap le chien, Ben la fourmi, Fred le singe
- 1998 : The X-Files, le jeu : Craig Willmore
- 1998 : Tomb Raider 3 : Stephen Barr, John et un ouvrier de RX-Tech
- 1998 : Le Club des Trouvetout : La Cité perdue (en) : Turbotop, un singe, Yorrick et la main droite
- 1998 : Le Club des Trouvetout : Les Secrets de la pyramide (en) : Turbotop, Kali (le patron du café), Fixnupan (une souris), le Sphinx et Seth
- 1998 : Le Club des Trouvetout : Mystère au Tibet (en) : Turbotop et le chef du village tibétain
- 1999 : Le Club des Trouvetout : L'Énigme du volcan (en) : Turbotop, un des Tubes et la vigie de l'équipage
- 1999 : Le Club des Trouvetout : Les Plantes carnivores (en) : Turbotop et Pistile (une plante)
- 2001 : Runaway: A Road Adventure : Robbie (Robert Plante) / Lula
- 2001 : Star Wars: Galactic Battlegrounds : voix additionnelles
- 2001 : Lapin Malin : Voyage au pays de la lecture : Fred le singe, Ben la fourmi, voix additionnelles
- 2001 : Lucky Luke : La Fièvre de l'ouest : Pied-de-serpent, Pied-de-biche, le Mexicain assoupi
- 2002 : The Getaway : Liam Spencer
- 2002 : Star Wars: Jedi Starfighter : Mace Windu
- 2005 : Brothers in Arms: Road to Hill 30 : Pvt Michael Garnett
- 2005 : Star Wars: Battlefront II : Mace Windu
- 2006 : Runaway 2: The Dream of the Turtle : Robbie / 18
- 2006 : Call of Duty 3 : En marche vers Paris : Pierre Laroche
- 2007 : Assassin's Creed : voix additionnelles
- 2008 : Far Cry 2 : Prosper Kouassi
- 2008 : Madagascar 2 : Alex
- 2009 : Brütal Legend : le général Lionwhyte
- 2009 : Assassin's Creed II : Léonard de Vinci
- 2010 : Epic Mickey : Oswald
- 2010 : Mobigo : Shrek 4 : l'Âne
- 2011 : Star Wars: The Old Republic : soldat homme
- 2012 : Epic Mickey : Le Retour des héros : Oswald
- 2012 : Kinect Héros : Une aventure Disney-Pixar : Émile le rat
- 2012 : Tom Clancy's Ghost Recon: Future Soldier : Dede Macaba
- 2013 : Dead Rising 3 : Chuck
- 2014 : Watch Dogs : voix additionnelles
- 2017 : Call of Duty: WWII : voix additionnelles
- 2020 : Marvel's Spider-Man: Miles Morales : Rick Mason et le technicien du labo Roxxon
- 2021 : Ratchet and Clank: Rift Apart : Pierre Le Fer
- 2022 : Lego Star Wars : La Saga Skywalker : Boss Nass
- 2023 : Bob l'éponge : The Cosmic Shake : l'amiral Prawn

## Voix-off

### Documentaires
- Stupidity
- Finding Sandler
- Michael Jackson : Histoire d'une tragédie

### Média
- Il était une voix avec Serge Faliu sur Mcetv, interview de Nathalie Karsenti